# Pride (musikalbum)
Pride är ett album av White Lion, släppt den 21 juli 1987. Innehåller hittlåtarna "Wait", " Tell me" och "When the Children Cry".

## Låtlista
1. Hungry – 3:55
2. Lonely Nights – 4:11
3. Don't Give Up – 3:15
4. Sweet Little Loving – 4:02
5. Lady of the Valley – 6:35
6. Wait – 4:00
7. All You Need Is Rock N Roll – 5:14
8. Tell Me – 4:28
9. All Join Our Hands – 4:11
10. When the Children Cry – 4:18

Alla låtar är skrivna av Vito Bratta och Mike Tramp

## Medverkande
Mike Tramp         sång

Vito Bratta        gitarr

James LoMenzo      bas

Greg d'Angelo      trummor

George Marino      Mastering

Dan Muro           Art Direction, Design

Pat Calello        Design

Garth Richardson   Assistant Engineer

Michael Wagener    producent, Engineer, Mixing